# 新加坡食品局
新加坡食品局（英語：Singapore Food Agency, SFA）是新加坡永續發展與環境部下轄的法定機構，負責監督新加坡的食品和糧食安全。

## 歷史
新加坡政府於2018年7月26日宣布將整合原新加坡農糧與獸醫局（AVA）、國家環境局和衛生科學局部分業務而成立新加坡食品局，並同時設立國家食品科學中心（National Centre for Food Science, NCFS），統合以往分散於不同法定機構的食品實驗室。新加坡農糧與獸醫局撤銷後，與食品監管無關的動植物相關業務將移撥予國家公園局。
新加坡食品局於2019年4月1日由時任環境與水資源部（今永續發展與環境部）部長馬善高宣告成立，部分功能為提升新加坡的本土糧食生產能力，並設定2030年糧食自給率達到30％的目標。
2019年，新加坡於全球糧食安全指數中排名第一。